# Liste der Bodendenkmale in Glückstadt
In der Liste der Bodendenkmale in Glückstadt sind die Bodendenkmale der Stadt Glückstadt nach dem Stand der Bodendenkmalliste des Archäologischen Landesamts Schleswig-Holstein von 2016 aufgelistet. Die Baudenkmale sind in der Liste der Kulturdenkmale in Glückstadt aufgeführt.
| Denkmal-ID           | Befundart           | Bezeichnung                                | Zeitstellung  | Lage | Bemerkungen | Bild |
| -------------------- | ------------------- | ------------------------------------------ | ------------- | ---- | ----------- | ---- |
| aKD-ALSH-Nr. 004 619 | Befestigung > Deich | Deich/Koog/Sietwende „Herzhorner Elbdeich“ | Frühe Neuzeit |      | Elbdeich    |      |
| aKD-ALSH-Nr. 004 620 | Befestigung > Deich | Deich/Koog/Sietwende „Herrenfelddeich“     | Frühe Neuzeit |      | Elbdeich    |      |
| aKD-ALSH-Nr. 004 621 | Befestigung > Deich | Deich/Koog/Sietwende                       | Mittelalter   |      | Elbdeich    |      |